# Ломбардо, Пьетро
Пьетро Ломбардо, или Ломбарди (итал. Pietro Lombardo, Pietro Lombardi; 1435, Карона — 1515, Венеция) — итальянский скульптор и архитектор эпохи Возрождения венецианской школы. Один из родоначальников большой семьи каменотёсов, скульпторов и строителей. Вероятно, был сыном каменотеса Мартино да Карона. По иной, более обоснованной версии, считается, что он мог быть сыном резчика по камню Мартино ди Джованни. Некоторые историки считают его настоящей фамилией «Солари», а прозвание «Ломбардо» члены семьи получили по месту своего рождения — селения в районе Карона (Carona) в швейцарском муниципалитете Лугано италоязычного кантона Тичино, который ранее входил в регион Ломбардия.
Известны и другие художники, члены этой большой семьи, и ещё множество однофамильцев — архитекторов, скульпторов и живописцев в Лугано, Венеции, Милане, Парме, Брешии и Лукке. Большинство скульптурных произведений Пьетро создавал вместе с сыновьями Туллио (1455—1532) и Антонио Ломбардо (1458—1516). Члены семьи участвовали также в создании Дворца дожей и, таким образом, «внесли свой вклад в формирование уникального стиля венецианской архитектуры».
Прозвание «Ломбардо», вероятно, появилось у Пьетро по его прибытии в Венецию. В этом городе Ломбардо работал вместе с другим мастером из Ломбардии — Мауро Кодуччи. В 1450-х годах он переселился в Падую. В то время этот город привлекал много художников, таких как Бартоломео Виварини или Джентиле Беллини.
Наиболее важной работой падуанского периода является надгробный памятник Антонио Роселли (1464—1467). В конце шестидесятых годов Пьетро Ломбардо переехал в Венецию, где участвовал в работах по оформлению базилики Санта-Мария-Глорьоза-дей-Фрари (1468—1475). Его главной работой стала церковь Санта-Мария-дей-Мираколи (1481—1489). Значительными произведениями являются надгробный памятник дожу Паскуале Малипьеро в Санти-Джованни-э-Паоло и пресбитерия церкви Церковь Сан-Джоббе Сан-Джоббе (Св. Иова), Сан-Заккариа и многое другое.

## Галерея

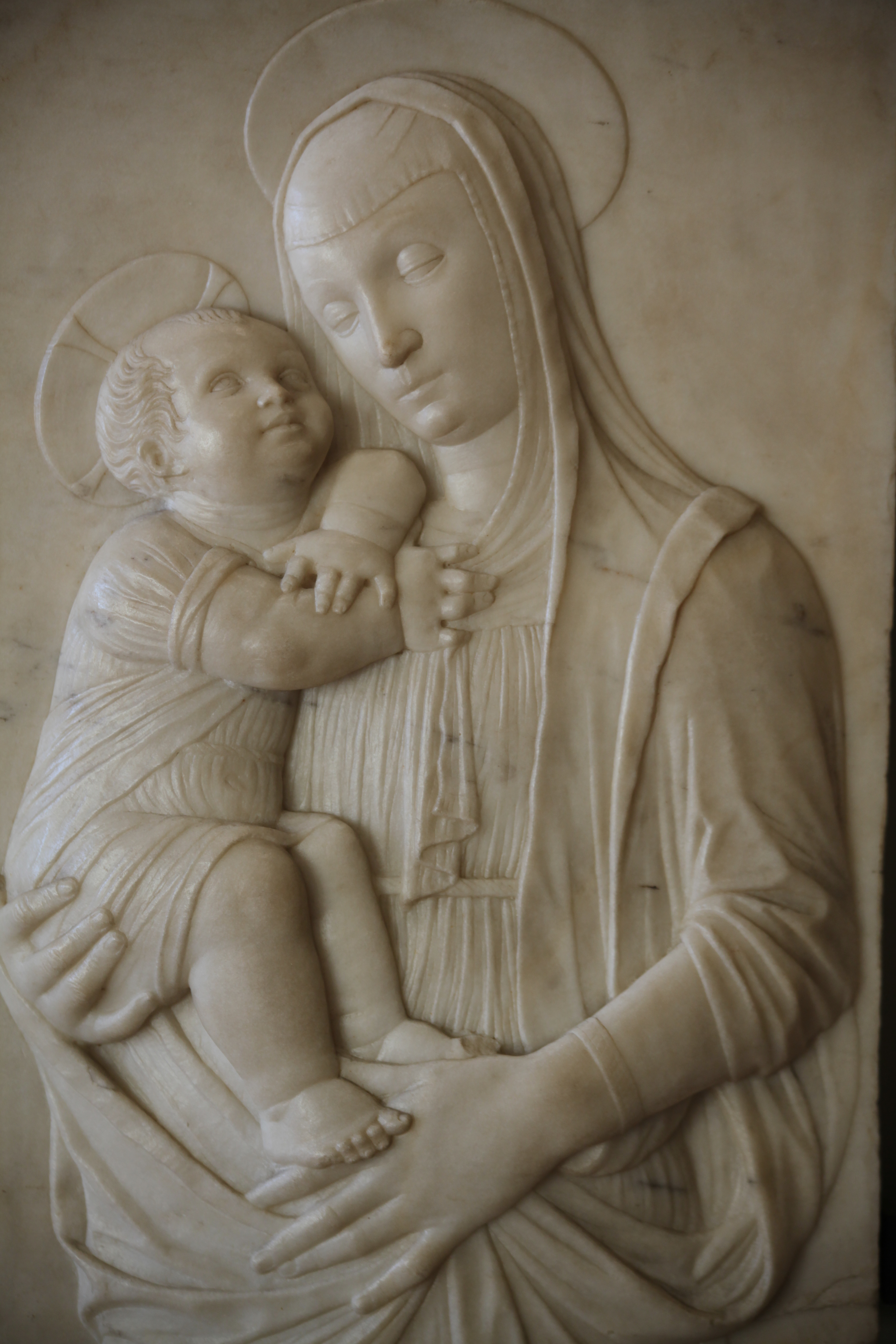
Мадонна с Младенцем. Ка-д'Оро, Венеция
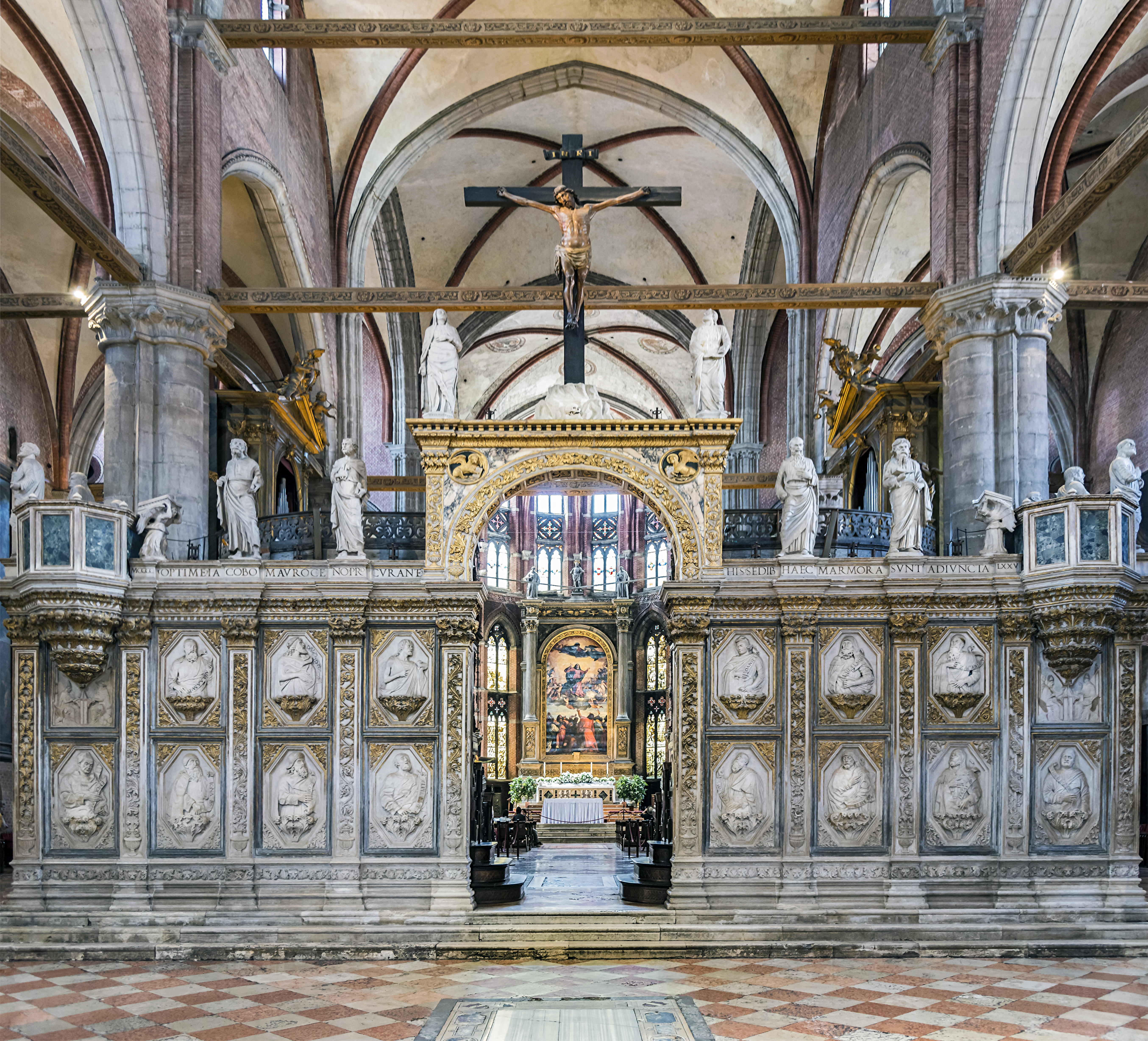
Базилика Санта-Мария-Глорьоза-дей-Фрари в Венеции. Хор
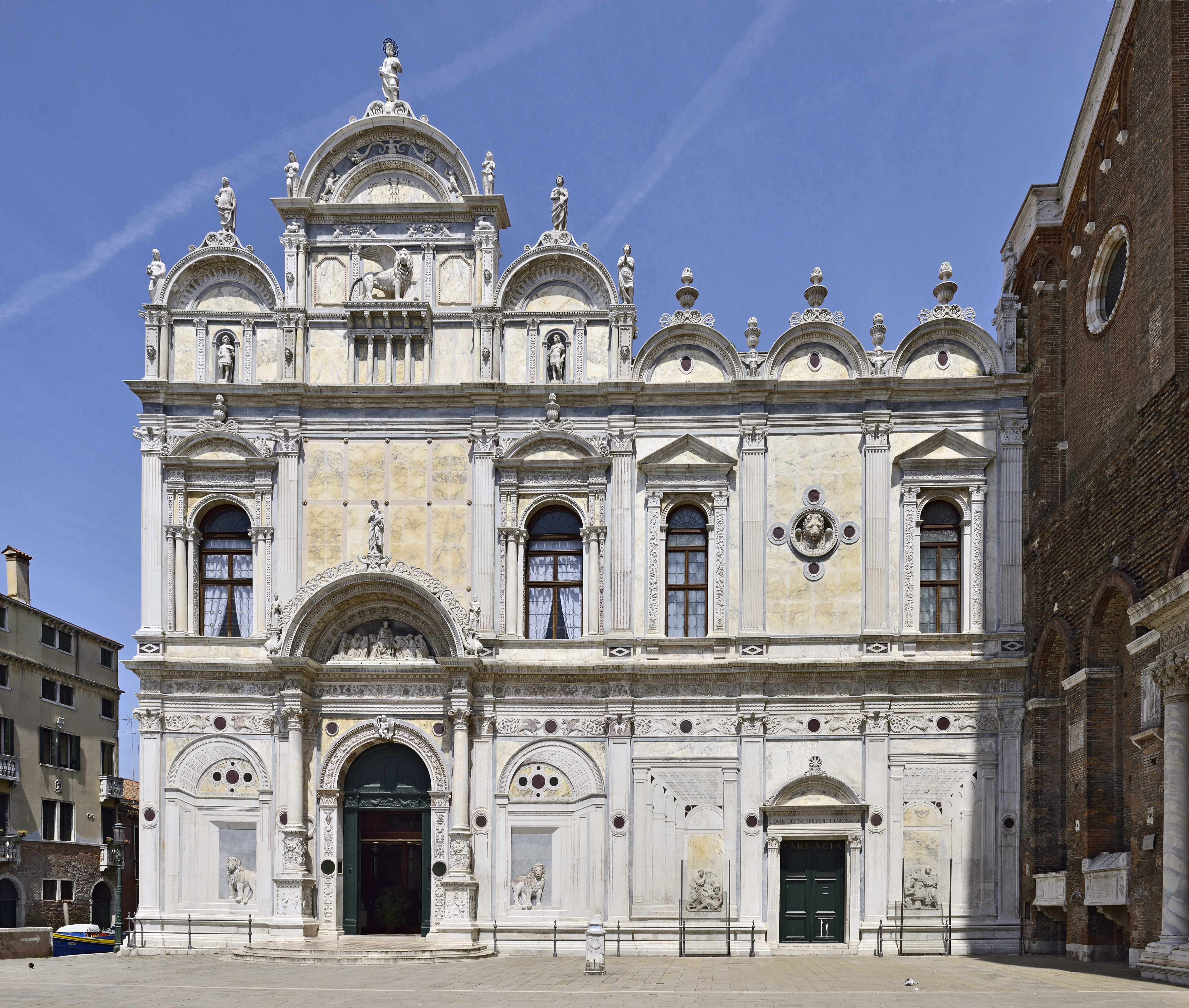
Скуола-Гранде-ди-Сан-Марко. Главный фасад
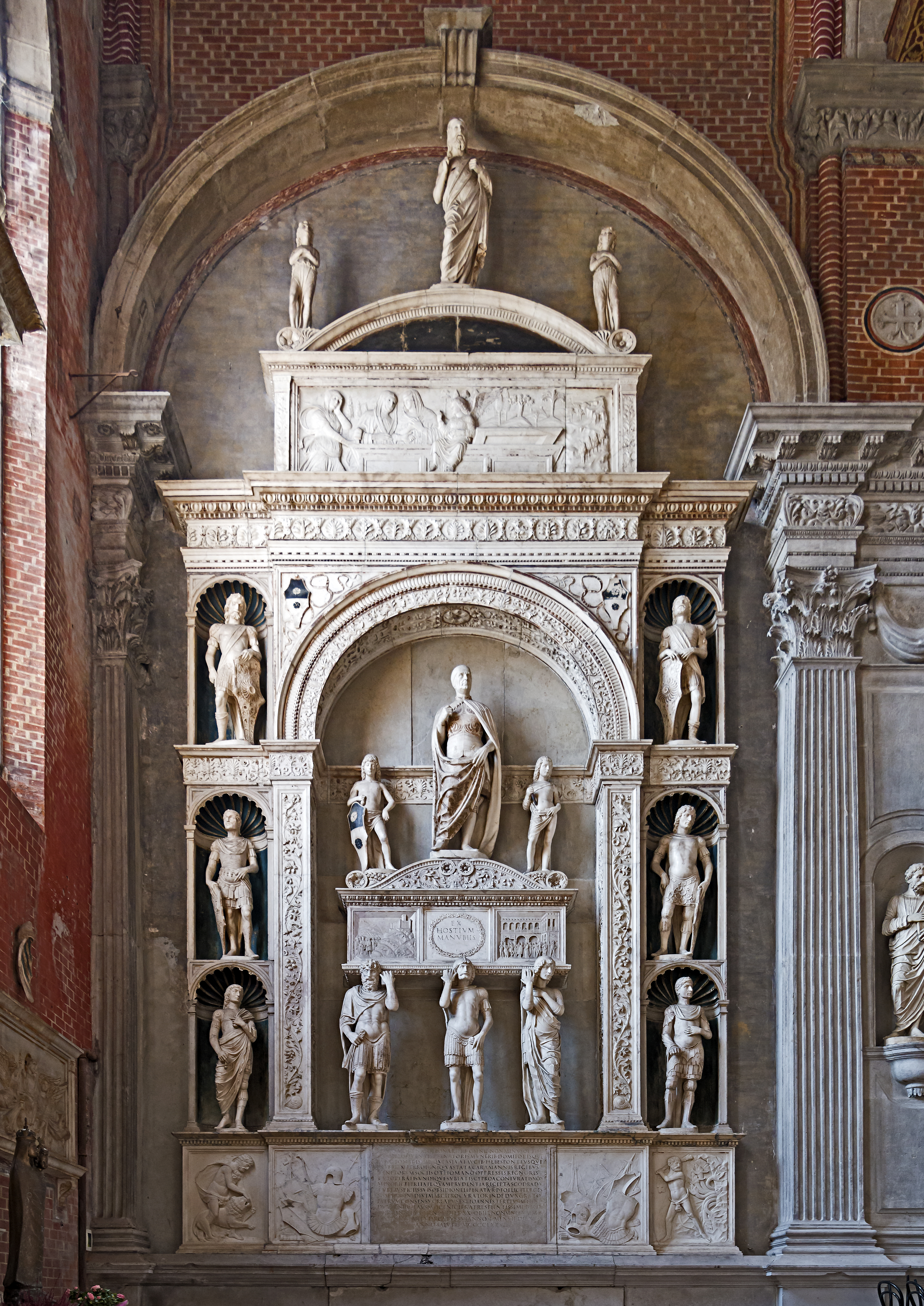
Гробница дожа Пьетро Мочениго в базилике Санти-Джованни-э-Паоло в Венеции. 1481
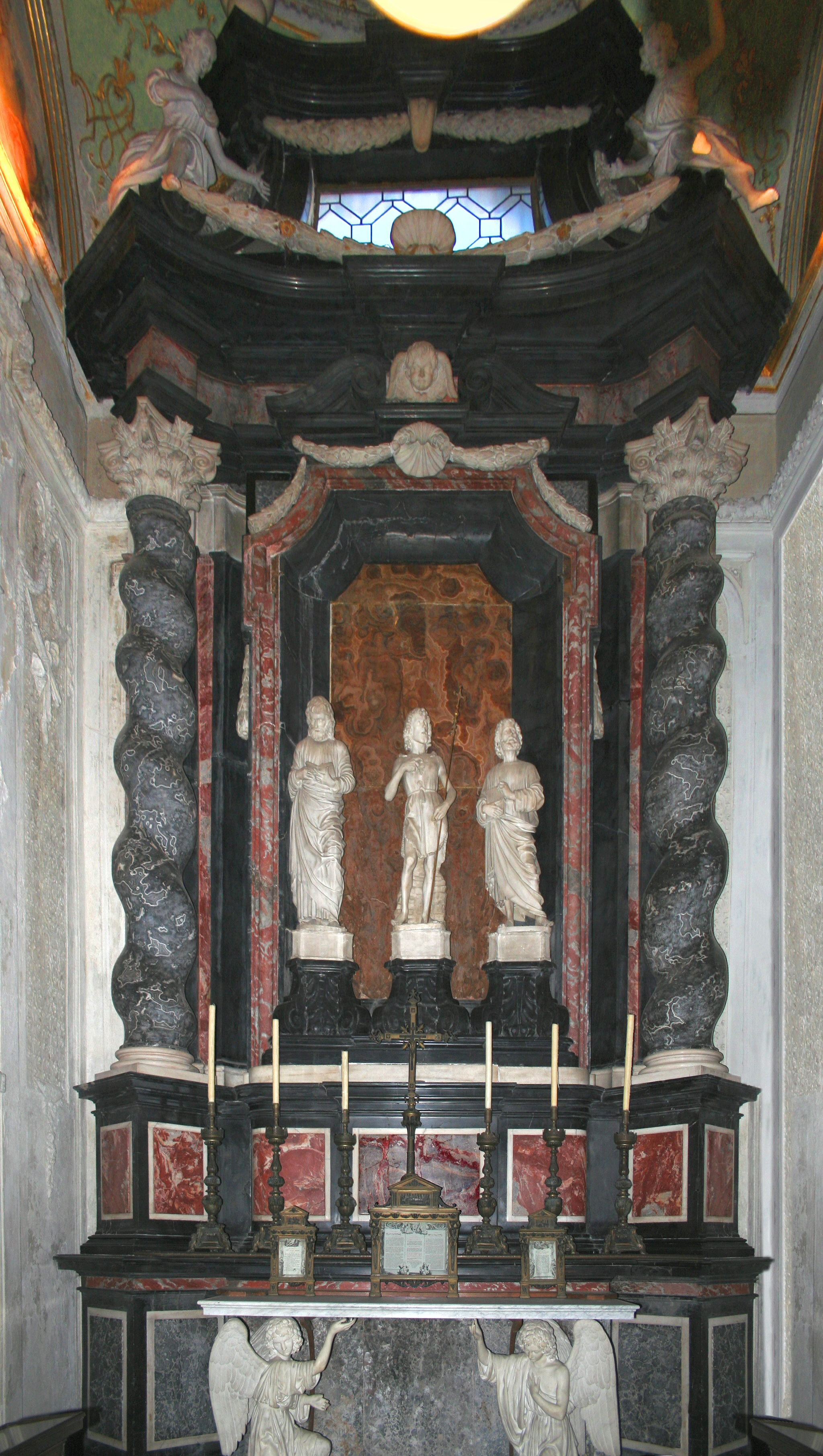
Капелла Коллеони в Бергамо. Главный алтарь. Статуи Св. Иоанна Крестителя, святых Марка и Бартоломео

## Основные работы
- Строительство и скульптурное оформление церкви Санта-Мария-дей-Мираколи в Венеции. 1481—1489
- Участие в строительстве Палаццо Вендрамин-Калерджи (оспаривается историками архитектуры) 1504—1509
- Участие в строительстве (предположительно) Скуолы-Гранде-ди-Сан-Марко. 1488—1490
- Оформление интерьеров Дворца дожей
- Скульптура в церкви Санто-Стефано в Венеции
- Завершение строительства церкви Сан-Джоббе
- Надгробие дожа Джованни Мочениго в базилике Санти-Джованни-э-Паоло. 1476—1481
- Надгробие дожа Андреа Вендрамина в базилике Санти-Джованни-э-Паоло. 1493
- Надгробие дожа Пьетро Мочениго в базилике Санти-Джованни-э-Паоло.
- Надгробие дожа Паскуале Малипьеро в базилике Санти-Джованни-э-Паоло.
- Надгробие Данте Алигьери в церкви Сан-Франческо (Равенна), в настоящее время хранится в Мавзолее Данте в Равенне